# Moita (Sabugal)
Moita is een plaats (freguesia) in de Portugese gemeente Sabugal en telt 173 inwoners (2001).